# Vlag van Austerlitz

Vlag van Austerlitz

De vlag van Austerlitz is de dorpsvlag van de Utrechtse dorp Austerlitz.
Op 2 december 1972 om 9.00 uur 's ochtends hees de burgemeester van Zeist, geassisteerd door plaatselijke prominenten, de dorpsvlag van Austerlitz, nadat de nationale en gemeentelijke vlag waren gehesen. De vlag is ontworpen door de Stichting voor Banistiek en Heraldiek in overleg met de burgers van Austerlitz. Het bevat een belangrijk dorpskenmerk, namelijk de waterpomp.
De vlag kan als volgt worden beschreven:
Drie horizontale banen van groen en wit; in de broeking een omgeslagen witte broekingsdriehoek en een witte driehoek; in het midden van de witte baan een groene schijf van 1/10 vlaghoogte; aan de basis van de broekingsdriehoek een hoofdletter A.
Abcoude
· Achterveld
· Austerlitz
· Haarzuilens
· Hoogland
· Hooglanderveen
· Lage Vuursche
· Meerkerk
· Vinkeveen
· Waverveen
· Zegveld
· Zijderveld
· Zuilen